# José Benedicto Moscoso Miranda
José Benedicto Moscoso Miranda (* 7. Juli 1959 in San Luis Jilotepeque, Departamento Jalapa) ist ein guatemaltekischer Geistlicher und römisch-katholischer Bischof von Jalapa.

## Leben
José Benedicto Moscoso Miranda studierte zunächst Rechnungswesen und Philosophie, bevor er in das Priesterseminar in Jalapa eintrat. Nachdem er das Studium der Katholischen Theologie am Theologischen Institut der Salesianer absolviert hatte, empfing er am 3. Januar 1987 das Sakrament der Priesterweihe.
Nach der Priesterweihe war Moscoso Miranda als Pfarrer in verschiedenen Pfarreien des Bistums Jalapa tätig. Zudem war er Mitglied des Priesterrats. Später wurde José Benedicto Moscoso Miranda Pfarrer der Pfarrei La Sagrada Familia und Dekan der Region El Progreso sowie Mitglied des Konsultorenkollegiums.
Am 30. März 2020 ernannte ihn Papst Franziskus zum Bischof von Jalapa. Der Bischof von Huehuetenango, Álvaro Kardinal Ramazzini, spendete ihm am 29. Juni desselben Jahres die Bischofsweihe; Mitkonsekratoren waren der emeritierte Bischof von Jalapa, Julio Edgar Cabrera Ovalle, und der Bischof von Sololá-Chimaltenango, Gonzalo de Villa y Vásquez SJ.